# Aleja Wojska Polskiego (Sopoty)
Aleja Wojska Polskiego (česky Alej polského vojska) je pobřežní promenáda/esplanáda podél Gdaňského zálivu Baltského moře, která se nachází ve čtvrti Dolny Sopot města Sopoty v Pomořském vojvodství v Polsku.

## Další informace
Historická promenáda, která ja povětšinou lemovaná stromy, se tahne severozápadním směrem z navazující promenády Jantarowa obce Jelitkowo (Gdaňsk). Pokračuje v Sopotech kolem Rybářského přístavu (Przystań rybacka), Muzea v Sopotech, Jižních lázní (Łazienki Południowe) a za Parkem Marii i Lecha Kaczyńskich končí napojením u Mola v Sopotech na další pobřežní promenádu Aleja Francziska Mamuszki.
Po celé délce promenády jsou písečné pláže, cyklostezka a pro lepší orientaci jsou vchody na pláž (Wejście Sopot) značeny čísly 23 až 45. Délka promenády je přibližně 2,2 km. Historicky cenné jsou také některé budovy a kostel.

## Galerie

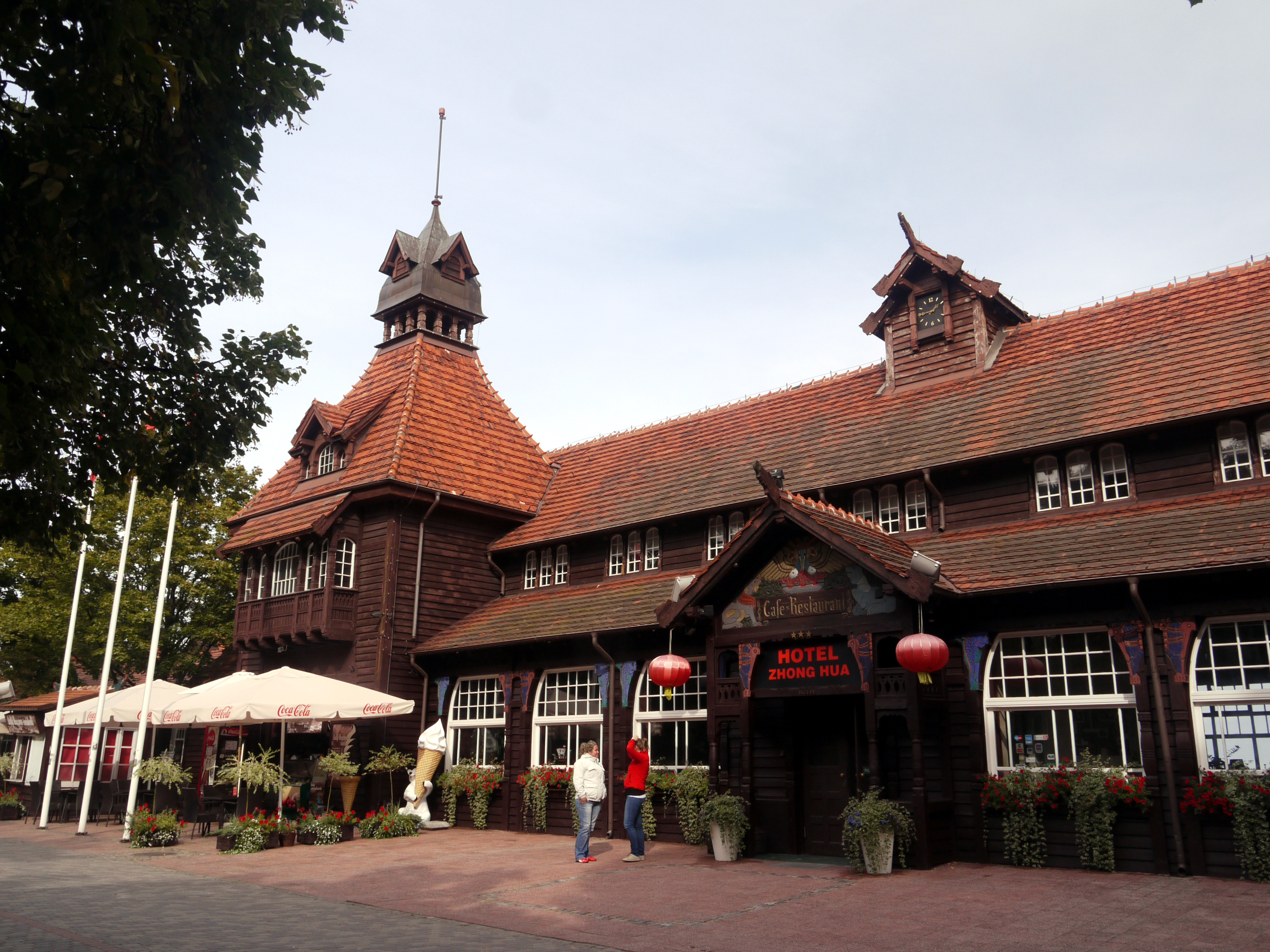
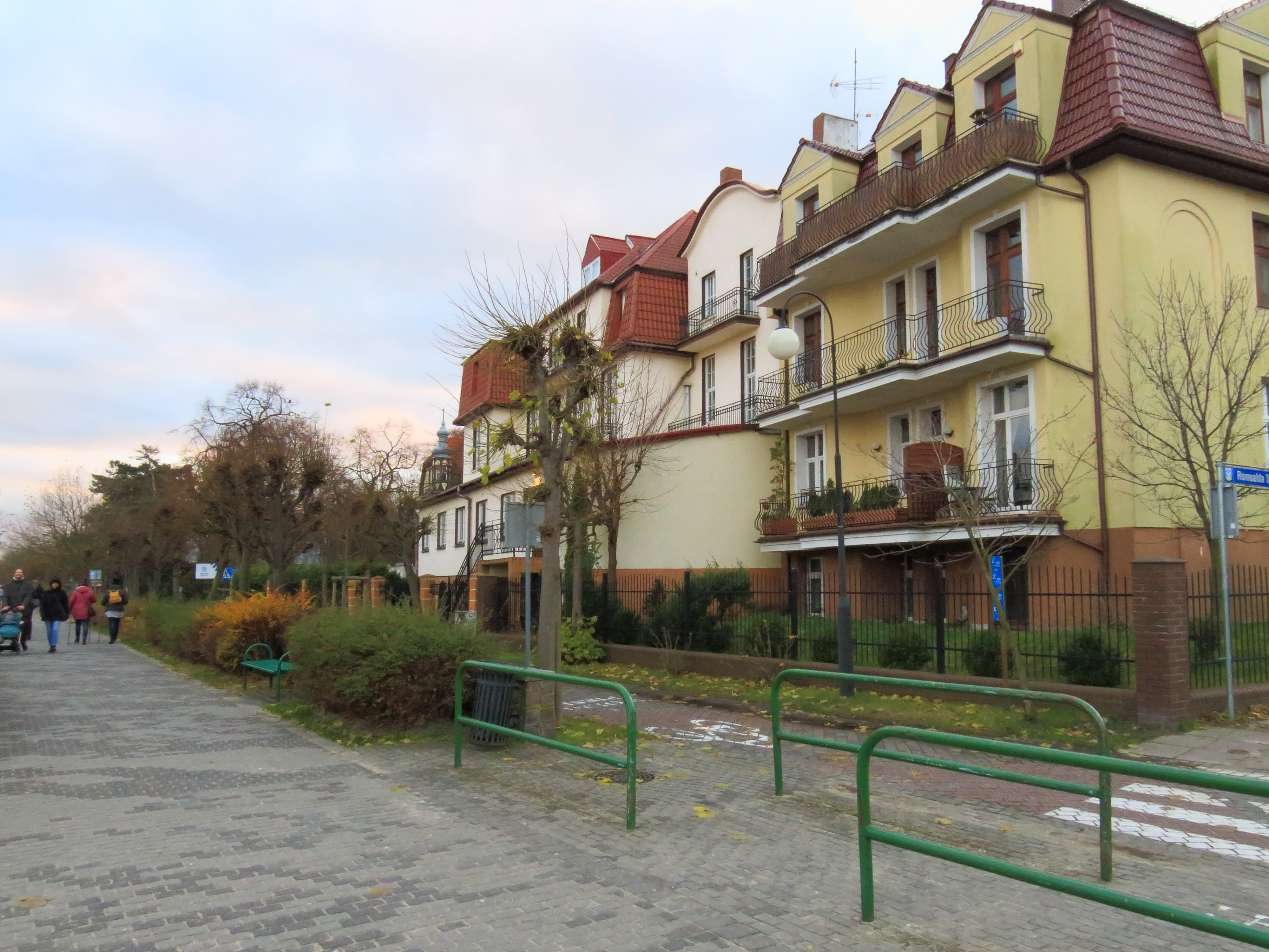
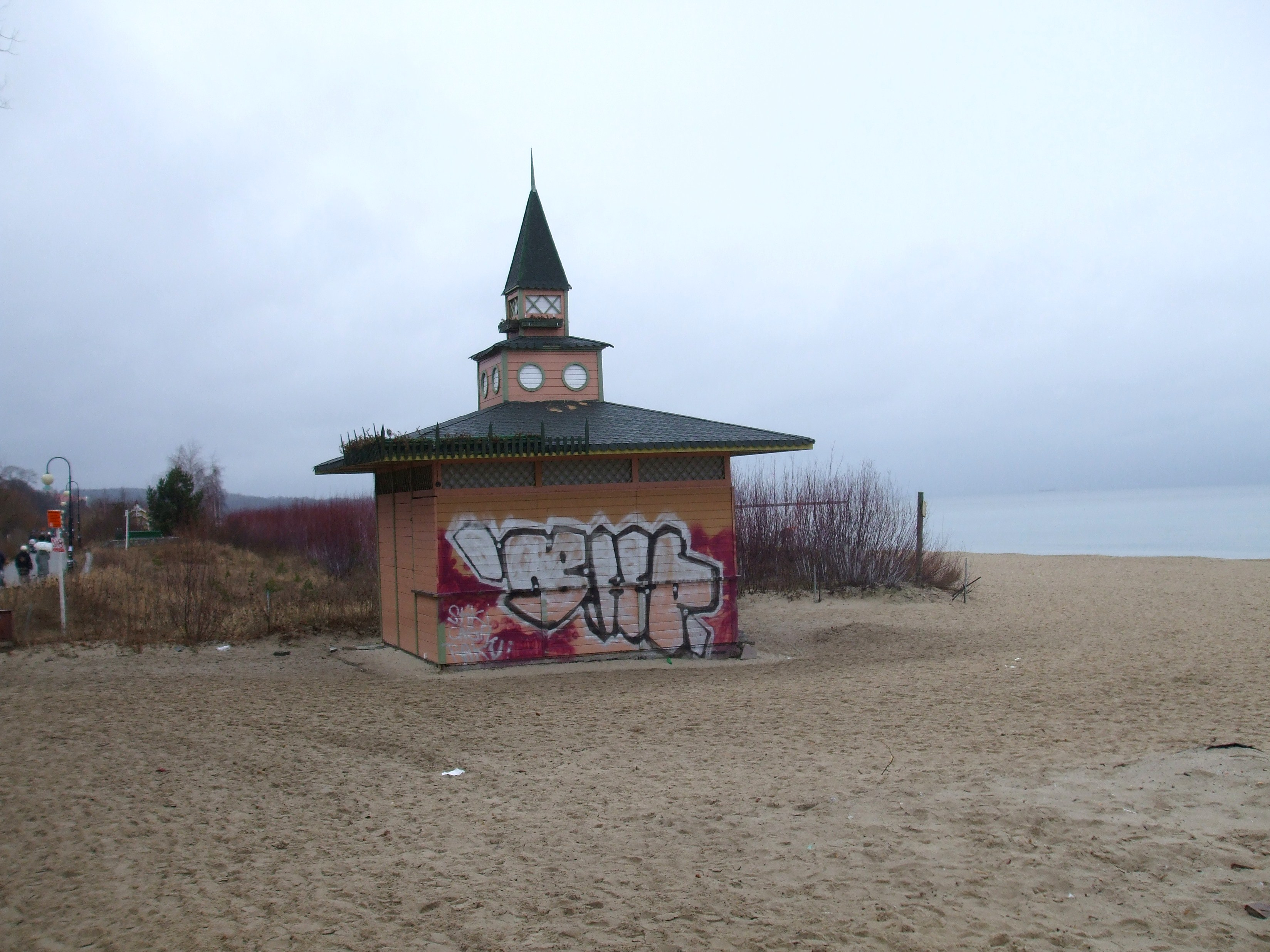
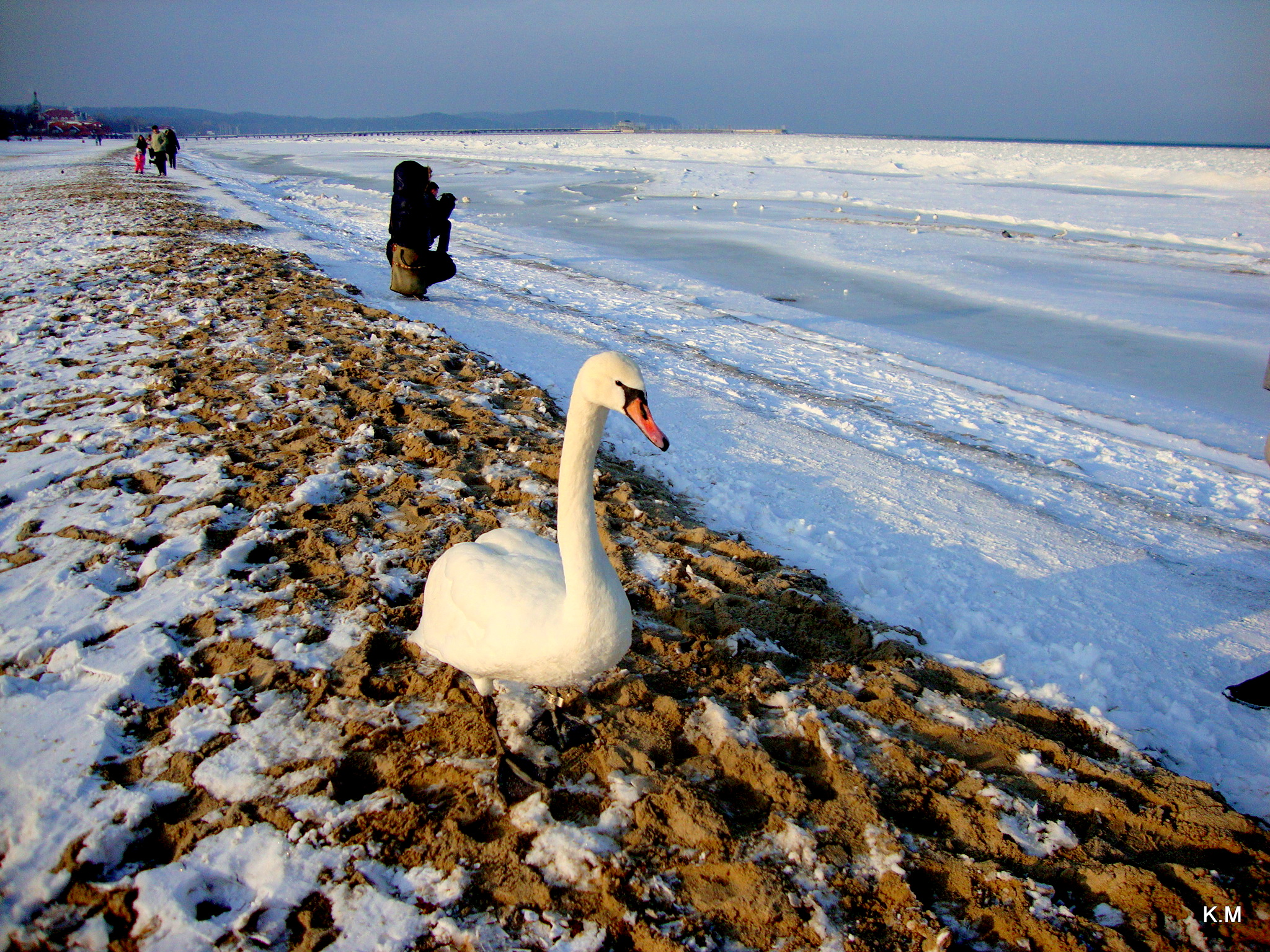
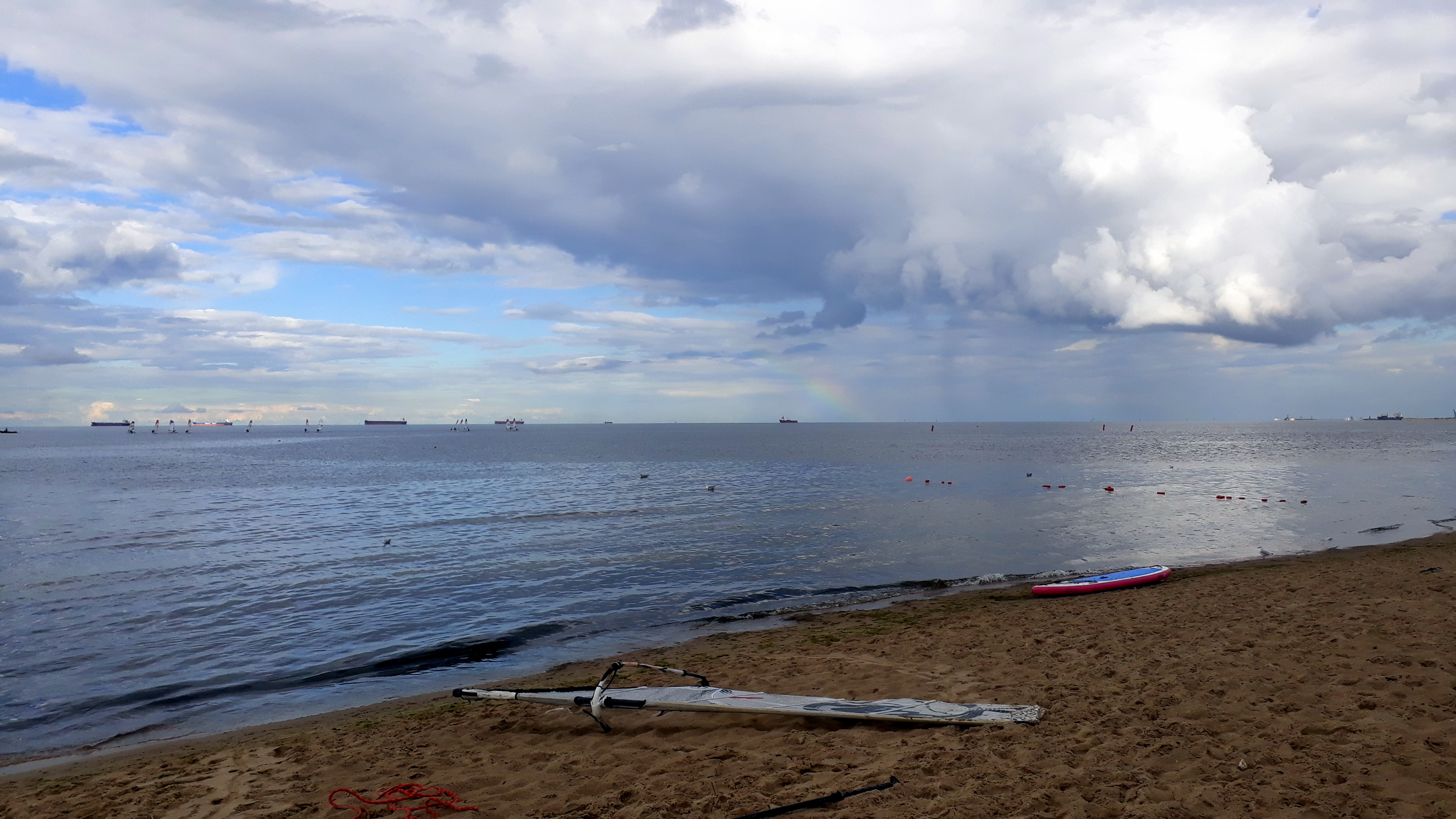
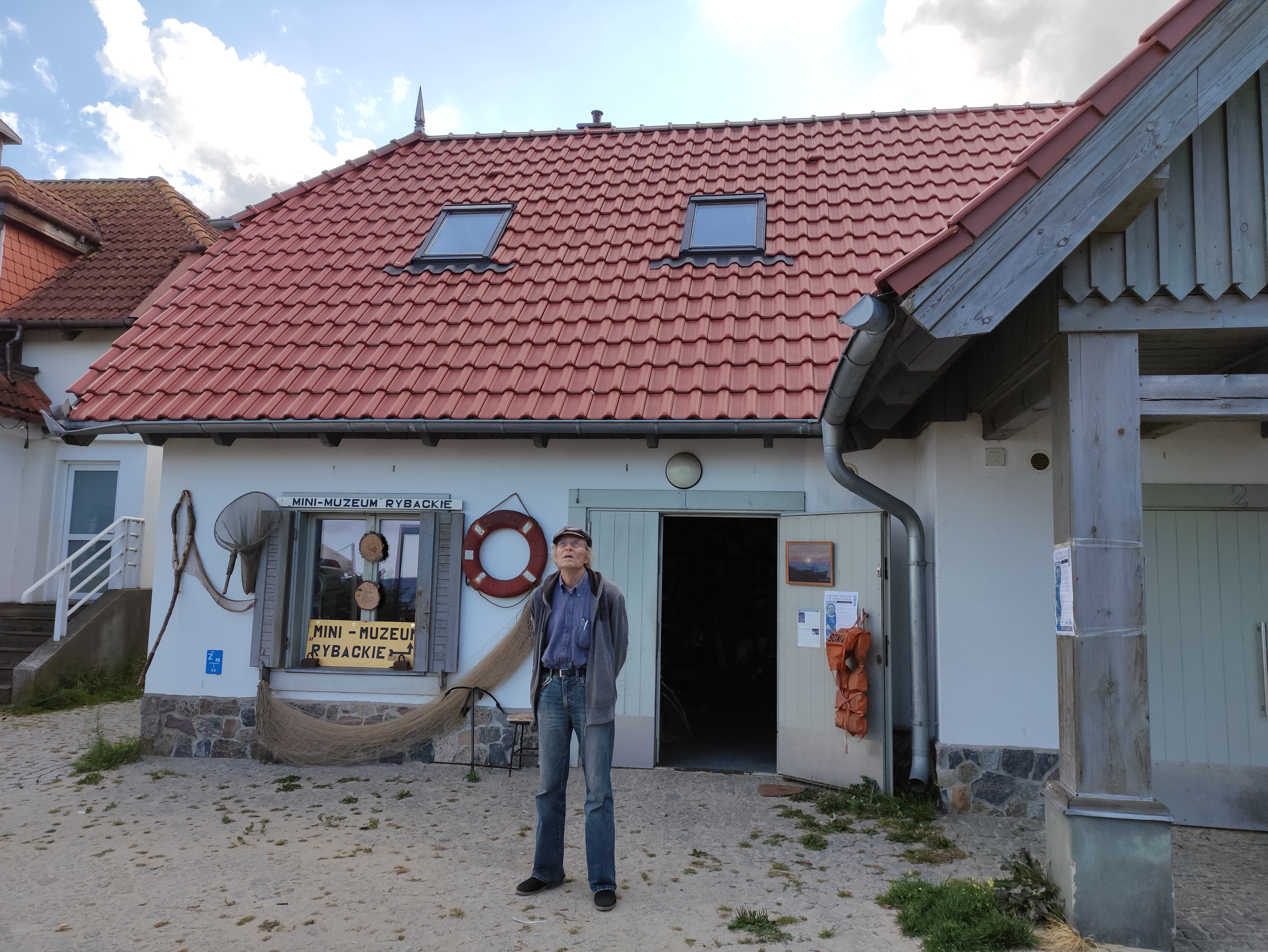